# Ejército Nacional Sirio
El Ejército Nacional Sirio (SNA en sus siglas en inglés), denominado en sus orígenes como Ejército Libre Sirio respaldado por Turquía, fue una organización paramilitar siria estructurada dentro de los rebeldes de la guerra civil siria. Se encuentra compuesto principalmente por árabes, turcomanos y kurdos desertores del también rebelde Ejército Libre Sirio y opositores al gobierno del presidente Bashar al-Ásad, a los separatistas kurdos y a todo grupo opositor que participe en los acuerdos de paz con el gobierno de al-Ásad. Su área de operaciones se centra en el noroeste de Siria entre la rebelde gobernación de Idlib y los territorios ocupados por Turquía en la gobernación de Alepo. La organización cuenta con su propia policía militar reforzados por el ejército turco. También forma parte de la alianza militar del Frente Nacional para la Liberación.
La formación del Ejército Nacional Sirio se anunció oficialmente el 30 de diciembre de 2017 en Azaz por intención de Turquía. El objetivo general del grupo es ayudar a Turquía a crear una "zona segura" en Siria y establecer un Ejército Oficial Sirio del Gobierno provisional sirio, que operará en los territorios obtenidos como resultado de las operaciones Escudo del Éufrates, Proteger Idlib y Rama de Olivo. Su condición de desertores del Ejército Libre Sirio (considerado la principal organización de la oposición clásica siria) le llevó a ser igualmente denominado por la prensa como Ejército Libre Sirio apoyado por Turquía —TFSA por su nombre en idioma inglés o ELST al traducirlo en idioma español— aunque en la práctica el Ejército Nacional Sirio y el Ejército Libre Sirio no dependan uno del otro.